# Терехово (Сергиево-Посадский район)
Терехово — упразднённая деревня в Сергиево-Посадском городском округе Московской области России.

## География
Урочище находится в северной части области, в зоне хвойно-широколиственных лесов, к востоку от реки Кубжи, к югу от автодороги 46Н-10535, на расстоянии примерно 36 километров (по прямой) к северо-западу от города Сергиев Посад, административного центра округа.

### Климат
Климат характеризуется как умеренно континентальный, с умеренно холодной зимой и тёплым летом. Среднегодовая температура воздуха — +2,7 °C. Средняя температура воздуха самого холодного месяца (января) — −11,3 °C (абсолютный минимум — −48 °C), средняя температура самого тёплого (июля) — +17 °С (абсолютный максимум — +36 °C). Годовое количество атмосферных осадков — 630 мм, из которых около 70 % выпадает в период с апреля по октябрь.

## История
В «Списке населённых мест Владимирской губернии по сведениям 1859 года» населённый пункт упомянут как владельческое сельцо Терихово Александровского уезда, расположенное в 62 верстах от уездного города. В сельце насчитывалось 16 дворов и проживало 126 человек (56 мужчин и 70 женщин).
По состоянию на 1905 год, в Терихове имелось 28 дворов и проживало 115 человек. В административном отношении входила в состав Константиновской волости.
По данным 1926 года в деревне имелось 29 хозяйств (в том числе 28 крестьянских) и проживало 125 человек (50 мужчин и 75 женщин). Являлась центром Тереховского сельсовета Константиновской волости Сергиевского уезда Московской губернии.
17 июля 1939 года Тереховский сельсовет был упразднён. При этом его территория была передана в Сковородинского сельсовета.